# Zaho
Zahera Darabid, более известная как Zaho (род. 10 мая 1980, Шлеф, Эш-шелифф, Алжир) — алжирская R’n’B певица, ныне проживающая в Монреале и Квебеке.

## Биография
Zaho родилась в Алжире. Своё детство провела в Баб-Эззуар, восточном районе города Алжир. Когда ей исполнилось 18 лет, семья переехала в Монреаль, Канада. Её отец занимает руководящую должность, мать — профессор математики в университете. У Zaho есть родные брат и сестра.

## Карьера
С семи лет она училась играть на гитаре и пела, в 10 лет она уже могла играть песни Франсиса Кабреля (фр. Francis Cabrel). В 1999 году, когда семья эмигрировала в Канаду, она начала заниматься музыкой профессионально. Zaho бросила учёбу, чтобы полностью посвятить себя занятию музыкой.
В 2008 году вышел её дебютный альбом Dima (что на алжирском диалекте означает Всегда).
Она представляла Францию на конкурсе MTV EMA в 2008 году и получила приз «Лучший французский исполнитель».
Кроме того, Zaho написала песню Tout ce temps для алжирского музыканта Идира.
В 2014 году, Дов Аттья пригласил Zaho играть в мюзикл «Легенда о Короле Артуре» в роли феи Морганы.
В 2015 году 17 сентября, фея появилась на сцене вместе с французской труппой: Королём Артуром (Флоран Мот), Гиневрой (Камиль Лу), Мелегантом (Фабьен Инкардона), Ланселотом (Шарли Буассо (фр. Charlie Boisseau)).

## Синглы
- 2006 — «Hey papi» с Soprano
- 2008 — «Lune de miel» вместе с Don Choa[фр.]
- 2008 — «C’est chelou»
- 2008 — «La roue tourne» вместе с Tunisiano[англ.]
- 2008 — «Kif’n´Dir»
- 2008 — «La Roue Tourne»
- 2009 — «Je te promets»
- 2014 — «Mon combat» вместе с Флораном Мотом